# Darapiosita
La darapiosita és un mineral de la classe dels silicats, que pertany al grup de l'osumilita. Rep el nom de la glacera Darai-Pioz (Tadjikistan), la seva localitat tipus.

## Característiques
La darapiosita és un silicat de fórmula química KNa₂(Zn‚Li)₃(Mn‚Zr)₂[Si₁₂O₃₀]. Cristal·litza en el sistema hexagonal. La seva duresa a l'escala de Mohs és 5.
Segons la classificació de Nickel-Strunz, la darapiosita pertany a «09.CM - Ciclosilicats, amb dobles enllaços de 6 [Si₆O18]12- (sechser-Doppelringe)» juntament amb els següents minerals: armenita, brannockita, chayesita, eifelita, merrihueïta, milarita, osumilita-(Mg), osumilita, poudretteïta, roedderita, sogdianita, sugilita, yagiïta, berezanskita, dusmatovita, shibkovita, almarudita, trattnerita, oftedalita i faizievita.

## Formació i jaciments
Va ser descoberta a la glacera Darai-Pioz, situada a les muntanyes Alai, a la serralada Tien Shan (Regió sota subordinació republicana, Tadjikistan). Es tracta de l'únic indret de tot el planeta on ha estat descrita aquesta espècie mineral.